# Corambe lucea
Corambe lucea is een slakkensoort uit de familie van de Onchidorididae. De wetenschappelijke naam van de soort is voor het eerst geldig gepubliceerd in 1959 door Er. Marcus.